# SM UC-41
SM UC-41 – niemiecki podwodny stawiacz min z okresu I wojny światowej, jedna z 64 zbudowanych jednostek typu UC II. Zwodowany 13 września 1916 roku w stoczni Vulcan w Hamburgu, został przyjęty do służby w Kaiserliche Marine 11 października 1916 roku. W trakcie służby operacyjnej w składzie 1. Flotylli U-Bootów Hochseeflotte okręt odbył siedem patroli bojowych, podczas których zatopił 17 statków o łącznej pojemności 19 245 BRT oraz spowodował uszkodzenia dwóch statków o łącznej pojemności 1232 BRT. 21 sierpnia 1917 roku okręt został wraz z całą załogą zatopiony bombami głębinowymi przez brytyjskie uzbrojone trawlery u ujścia rzeki Tay.

## Projekt i budowa
Sukcesy pierwszych niemieckich podwodnych stawiaczy min typu UC I, a także niedostatki tej konstrukcji skłoniły dowództwo Cesarskiej Marynarki Wojennej z admirałem von Tirpitzem na czele do działań mających na celu budowę nowego, znacznie większego i doskonalszego typu okrętów podwodnych. Opracowany latem 1915 roku projekt okrętu, oznaczonego później jako typ UC II, tworzony był równolegle z projektem przybrzeżnego torpedowego okrętu podwodnego typu UB II. Głównymi zmianami w stosunku do poprzedniej serii były: instalacja wyrzutni torpedowych i działa pokładowego, zwiększenie mocy i niezawodności siłowni, oraz wzrost prędkości i zasięgu jednostki, kosztem rezygnacji z możliwości łatwego transportu kolejowego (ze względu na powiększone rozmiary).
SM UC-41 zamówiony został 20 listopada 1915 roku jako jednostka z II serii okrętów typu UC II (numer projektu 41, nadany przez Inspektorat U-Bootów), w ramach wojennego programu rozbudowy floty . Został zbudowany w stoczni Vulcan w Hamburgu jako jeden z sześciu okrętów II serii zamówionych w tej wytwórni. UC-41 otrzymał numer stoczniowy 74 (Werk 74)  . Stępkę okrętu położono w 1915 roku , a zwodowany został 13 września 1916 roku. Koszt budowy okrętu wyniósł 1 mln 982 tys. marek.

## Dane taktyczno-techniczne
SM UC-41 był średniej wielkości przybrzeżnym okrętem podwodnym o konstrukcji dwukadłubowej. Długość całkowita wynosiła 49,5 metra, szerokość 5,22 metra i zanurzenie 3,68 metra . Wykonany ze stali kadłub sztywny miał 39,3 metra długości i 3,61 metra szerokości, a wysokość (od stępki do szczytu kiosku) wynosiła 7,46 metra . Wyporność w położeniu nawodnym wynosiła 400 ton, a w zanurzeniu 480 ton. Jednostka miała wysoki, ostry dziób przystosowany do przecinania sieci przeciwpodwodnych; do jej wnętrza prowadziły trzy luki: pierwszy przed kioskiem, drugi w kiosku, a ostatni w części rufowej, prowadzący do maszynowni . Cylindryczny kiosk miał średnicę 1,4 metra i wysokość 1,8 metra, obudowany był opływową osłoną . Okręt napędzany był na powierzchni przez dwa 6-cylindrowe, czterosuwowe silniki wysokoprężne Körting o łącznej mocy 520 KM, a pod wodą poruszał się dzięki dwóm silnikom elektrycznym SSW o łącznej mocy 460 KM . Dwa wały napędowe obracały dwie śruby wykonane z brązu manganowego (o średnicy 1,9 metra i skoku 0,9 metra) . Okręt osiągał prędkość 11,7 węzła na powierzchni i 6,7 węzła w zanurzeniu . Zasięg wynosił 9410 Mm przy prędkości 7 węzłów w położeniu nawodnym oraz 60 Mm przy prędkości 4 węzłów pod wodą . Zbiorniki mieściły 63 tony paliwa, a energia elektryczna magazynowana była w dwóch bateriach akumulatorów 26 MAS po 62 ogniwa, zlokalizowanych pod przednim i tylnym pomieszczeniem mieszkalnym załogi. Okręt miał siedem zewnętrznych zbiorników balastowych . Dopuszczalna głębokość zanurzenia wynosiła 50 metrów , a czas wykonania manewru zanurzenia 40 sekund.
Głównym uzbrojeniem okrętu było 18 min kotwicznych typu UC/200 w sześciu skośnych szybach minowych o średnicy 100 cm, usytuowanych w podwyższonej części dziobowej jeden za drugim w osi symetrii okrętu, pod kątem do tyłu (sposób stawiania – „pod siebie”). Układ ten powodował, że miny trzeba było stawiać na zaplanowanej przed rejsem głębokości, gdyż na morzu nie było do nich dostępu (co znacznie zmniejszało skuteczność okrętów). Wyposażenie uzupełniały dwie zewnętrzne wyrzutnie torped kalibru 500 mm (umiejscowione powyżej linii wodnej na dziobie, po obu stronach szybów minowych), jedna wewnętrzna wyrzutnia torped kal. 500 mm na rufie (z łącznym zapasem 7 torped) oraz umieszczone przed kioskiem działo pokładowe kal. 88 mm L/30, z zapasem amunicji wynoszącym 130 naboi . Okręt wyposażony był w dwa peryskopy Zeissa: wachtowy i bojowy oraz radiostację z podnoszonym masztem o wysokości 10 metrów. Wyposażenie uzupełniała kotwica grzybkowa o masie 272 kg .
Załoga okrętu składała się z 3 oficerów oraz 23 podoficerów i marynarzy.

## Służba

### 1916 rok
11 października 1916 roku SM UC-41 został przyjęty do służby w Cesarskiej Marynarce Wojennej . Dowództwo okrętu objął kpt. mar. (niem. Kapitänleutnant) Kurt Bernis . Po okresie szkolenia okręt został 18 grudnia przydzielony do 1. Flotylli U-Bootów Hochseeflotte .

### 1917 rok
Z dniem 1 lutego 1917 roku, rozkazem szefa sztabu admiralicji niemieckiej z 12 stycznia tego roku, U-Booty należące do czterech flotylli Hochseeflotte, Flotylli Flandria i Flotylli Pola rozpoczęły nieograniczoną wojnę podwodną.
W dniach 6–14 lutego okręt odbył operację bojową, stawiając u wschodniego wybrzeża Anglii pięć zagród składających się łącznie z 18 min. Kolejny rejs został przeprowadzony między 24 lutego a 9 marca, a jego efektem było postawienie w trzech zagrodach wszystkich posiadanych na pokładzie min. 1 marca UC-41 zatrzymał i zatopił ogniem artyleryjskim w odległości 5 Mm na wschód od latarni morskiej Longstone zbudowany w 1913 roku brytyjski parowiec „Tillycorthie” o pojemności 382 BRT. Na pokładzie jednostki, płynącej z ładunkiem węgla z Seaham do Peterhead, nikt nie zginął, jednak jej kapitan został wzięty do niewoli  . Tego samego dnia na pozycji 55°58′N 0°51′E/55,966667 0,850000 U-Boot zatopił też zbudowany w 1882 roku norweski parowiec „Orion” (1354 BRT), płynący z Narwiku do Middlesbrough z ładunkiem rudy żelaza (na jego pokładzie śmierć poniosło 19 członków załogi) . Dwa dni później na postawione przez okręt podwodny miny weszły dwa norweskie parowce: pochodzący z 1908 roku „Elfi” (1120 BRT), transportujący drewno z Bergen do Londynu (doznał uszkodzeń na pozycji 55°51′N 1°57′W/55,850000 -1,950000)  oraz pochodzący z 1897 roku „Ring” (998 BRT), płynący ze Skien do Charente-Maritime z ładunkiem azotanu amonu (zatonął bez strat ludzkich na pozycji 59°49′N 1°55′W/59,816667 -1,916667) .
13 kwietnia na swej drodze załoga U-Boota napotkała dwa brytyjskie trawlery: zbudowany w 1893 roku „Stork” (152 BRT), który został zatrzymany i po opuszczeniu przez załogę zatopiony za pomocą materiałów wybuchowych 37 Mm na południowy wschód od St Abbs (nieopodal Eyemouth) ; sztuka ta nie powiodła się w przypadku pochodzącego z 1891 roku „Breadalbane” (112 BRT), który mimo użycia ładunków wybuchowych i ostrzału z działa ostatecznie nie zatonął (zdarzenie miało miejsce w odległości 20 Mm na wschód od St Abbs, a na pokładzie śmierć poniosło dwóch rybaków) . W dniach 16–18 kwietnia łupem UC-41 padły cztery brytyjskie kutry rybackie, zatrzymane i zatopione po zdjęciu załóg na wodach między St Abbs a Longstone: zbudowany w 1888 roku „Lord Chancellor” (135 BRT), na pozycji 56°22′N 1°06′E/56,366667 1,100000 , pochodzący z 1893 roku „U.s.a.” o pojemności 182 BRT (na pozycji 55°54′N 1°06′W/55,900000 -1,100000) , zbudowany w 1898 roku „John S. Boyle” (143 BRT), na pozycji 56°16′N 1°33′W/56,266667 -1,550000  i zbudowany w 1894 roku „Rameses” o pojemności 155 BRT (na pozycji 56°14′N 1°29′W/56,233333 -1,483333) ; 18 kwietnia okręt postawił też zagrodę minową pod St Abbs, a następnego dnia dwie w zatoce Firth of Forth.
20 kwietnia lista osiągnięć okrętu podwodnego powiększyła się o kolejne trzy pozycje: w odległości 7 Mm od Isle of May bez ostrzeżenia storpedowany i zatopiony został zbudowany w 1905 roku brytyjski parowiec „Ballochbuie” (921 BRT), płynący pod balastem z Aberdeen do Sunderlandu (na pokładzie zginęły trzy osoby, w tym kapitan statku)  ; ten sam los spotkał też zbudowany w 1909 roku norweski parowiec „Ringholm” o pojemności 705 BRT, transportujący ładunek azotanu amonu na trasie Bergen – Tonnay-Charente (w odległości 5 Mm od St Abbs, bez strat w ludziach) , a pochodzący z 1899 roku brytyjski uzbrojony trawler HMT „Othonna” (180 BRT) zatonął po wejściu na minę nieopodal Fife Ness w zatoce Firth of Forth ze stratą dziewięciu załogantów (na pozycji 56°17′N 2°27′W/56,283333 -2,450000) . 22 kwietnia załoga U-Boota zatrzymała i podpaliła zbudowany w 1904 roku norweski parowiec „Godø” o pojemności 870 BRT, przewożący drewno z Levanger do Londynu. Statek zatonął bez strat w załodze w odległości 16 Mm na wschód od Szetlandów . Nazajutrz, w odległości 60 Mm na wschód od Lerwick, zatopiony został kolejny norweski parowiec – pochodzący z 1883 roku „Stegg” (463 BRT), transportujący stemple z Arendal do Newcastle upon Tyne (zdarzenie miało miejsce na pozycji 60°41′N 0°37′E/60,683333 0,616667, a śmierć poniósł jeden marynarz) .
W maju UC-41 oraz pozostałe okręty wchodzące w skład 1. Flotylli (U-71, U-80, UC-29, UC-31, UC-33, UC-42, UC-44, UC-45, UC-49, UC-50, UC-51, UC-55, UC-75 i UC-77) postawiły wokół Wysp Brytyjskich 50 zagród minowych.
11 czerwca okręt zatopił u wybrzeży Caithness zbudowany w 1897 roku norweski parowiec „Breid” o pojemności 1062 BRT, płynący z Fredrikshald do Hartlepool z ładunkiem stempli (nikt nie zginął) . 16 lipca U-Boot storpedował bez ostrzeżenia zbudowany w 1898 roku uzbrojony brytyjski parowiec „Valentia” (3242 BRT), płynący z ładunkiem drobnicy na trasie Cardiff – Dakar. Statek zatonął w odległości 70 Mm na południowy zachód od Bishop Rock, a na jego pokładzie śmierć poniosło trzech marynarzy)  . Cztery dni później w zachodniej części kanału La Manche UC-41 stoczył dwa nierozstrzygnięte pojedynki artyleryjskie ze statkami-pułapkami HMS „Viola” i HMS „Vala”. 25 lipca okręt podwodny zatopił zbudowany w 1899 roku uzbrojony brytyjski zbiornikowiec „Oakleaf” (8106 BRT), poruszający się w konwoju eskortowanym przez pięć niszczycieli. Statek, płynący pod balastem z Invergordon do Port Arthur, został storpedowany bez ostrzeżenia na pozycji 59°01′N 7°26′W/59,016667 -7,433333 (obyło się bez strat w ludziach)  .
5 sierpnia 1917 roku dowództwo okrętu objął por. mar. (niem. Oberleutnant zur See) Hans Förste . 21 sierpnia przebywający u ujścia rzeki Tay U-Boot doznał uszkodzeń w wyniku eksplozji własnej miny, a następnie został zatopiony bombami głębinowymi przez brytyjskie uzbrojone trawlery HMTT „Jacinth”, „Thomas Young” i „Chikara”. Do zdarzenia doszło na pozycji 56°25′N 2°35′W/56,416667 -2,583333 i zginęła w nim cała, licząca 27 osób załoga okrętu podwodnego .
Dzień później w zatoce Firth of Tay na postawioną przez UC-41 minę wszedł zbudowany w 1903 roku uzbrojony trawler HMT „Sophron” (195 BRT), który zatonął ze stratą ośmiu członków załogi .

### Podsumowanie działalności bojowej
SM UC-41 odbył siedem rejsów operacyjnych, w wyniku których zatonęło 17 statków o łącznej pojemności 19 245 BRT, a dwa statki o łącznej pojemności 1232 BRT doznały uszkodzeń . Na pokładach zatopionych i uszkodzonych jednostek zginęło co najmniej 45 osób, w tym 19 na norweskim parowcu „Orion”  . Pełne zestawienie zadanych przez niego strat przedstawia poniższa tabela :
| Data             | Nazwa             | Państwo         | Tonaż       | Los jednostki |
| ---------------- | ----------------- | --------------- | ----------- | ------------- |
| 1 marca 1917     | „Tillycorthie”    | Wielka Brytania | 382         | zatopiony     |
| 1 marca 1917     | „Orion”           | Norwegia        | 1354        | zatopiony     |
| 3 marca 1917     | „Elfi”            | Norwegia        | 1120        | uszkodzony    |
| 3 marca 1917     | „Ring”            | Norwegia        | 998         | zatopiony     |
| 13 kwietnia 1917 | „Breadalbane”     | Wielka Brytania | 112         | uszkodzony    |
| 13 kwietnia 1917 | „Stork”           | Wielka Brytania | 152         | zatopiony     |
| 16 kwietnia 1917 | „Lord Chancellor” | Wielka Brytania | 135         | zatopiony     |
| 17 kwietnia 1917 | „U.s.a.”          | Wielka Brytania | 182         | zatopiony     |
| 18 kwietnia 1917 | „John S. Boyle”   | Wielka Brytania | 143         | zatopiony     |
| 18 kwietnia 1917 | „Rameses”         | Wielka Brytania | 155         | zatopiony     |
| 20 kwietnia 1917 | „Ballochbuie”     | Wielka Brytania | 921         | zatopiony     |
| 20 kwietnia 1917 | HMT „Othonna”     | Royal Navy      | 180         | zatopiony     |
| 20 kwietnia 1917 | „Ringholm”        | Norwegia        | 705         | zatopiony     |
| 22 kwietnia 1917 | „Godø”            | Norwegia        | 870         | zatopiony     |
| 23 kwietnia 1917 | „Stegg”           | Norwegia        | 463         | zatopiony     |
| 11 czerwca 1917  | „Breid”           | Norwegia        | 1062        | zatopiony     |
| 16 lipca 1917    | „Valentia”        | Wielka Brytania | 3242        | zatopiony     |
| 25 lipca 1917    | „Oakleaf”         | Wielka Brytania | 8106        | zatopiony     |
| 22 sierpnia 1917 | HMT „Sophron”     | Royal Navy      | 195         | zatopiony     |
| RAZEM            | RAZEM             | zatopione:      | zatopione:  | 17            |
| RAZEM            | RAZEM             | uszkodzone:     | uszkodzone: | 2             |